# ژیمناستیک آیروبیک
آیروبیک ورزشی یا ژیمناستیک آیروبیک توانایی انجام حرکات پیچیده و سخت انعطافی و قدرتی به همراه موسیقی است. اساس این ورزش تمرین‌های سنتی هوازی به همراه فعالیت‌های به کلی سخت‌تر و پیچیده‌تر است.